# Bad Bellingen
Bad Bellingen (în alemanică Bellinge sau Belige) este o comună din landul Baden-Württemberg, Germania.

## Istorie
Bellingen a fost une dintre posesiunile casei de Andlau, o familie nobiliară din Alsacia Inferioară, vasală a casei de Habsburg, administrând comuna în cadrul Austriei Anterioare. Bellingen a fost retrocedat Marelui Ducat de Baden în 1804 ca urmare a Pacei de la Pressburg.